# Edith Pechey
Edith Pechey   (Langham, 7 d'octubre de 1845 - Folkestone, 14 d'abril de 1908) fou una de les primeres metgesses del Regne Unit i defensora dels drets de les dones. Va passar més de 20 anys a l'Índia com a metgessa sènior en un hospital de dones i va estar implicada en diverses causes socials.

## Família i Edimburg
Era filla de William Pechey, un ministre baptista amb un Master of Arts per la Universitat d'Edimburg, i de la seva dona Sarah (nascuda Rotton), filla d'un advocat que havia estudiat grec, una cosa excepcional entre les dones de la seva generació.
Després de ser educada pels seus pares, Pechey va treballar com a institutriu i professora fins al 1869. Lutzker va afirmar que "la seva mare també era competent en grec i altres estudis i tots dos pares posseïen - juntament amb les seves ments inconformistes - un amor profund i seriós per l'aprenentatge."

## La campanya per estudiar medicina
Després que la matrícula de Sophia Jex-Blake per estudiar medicina a la Universitat d'Edimburg fos rebutjada, aquesta va publicar un anunci al diari The Scotsman perquè més dones s'unissin a ella. La segona carta que va rebre fou d'Edith Pechey. En la seva carta, Pechey va escriure:
| « | Penses que es necessita alguna cosa més que una quantitat adequada de capacitats i una bona dosi de perseverança per assegurar l'èxit? Crec que en tinc de les dues, a més d'un amor real per les matèries d'estudi, però pel que fa a qualsevol coneixement exhaustiu d'aquestes matèries en l'actualitat, em temo que sóc deficient en la majoria. | » |

Malgrat els seus dubtes, Pechey es va convertir en una de Les set d'Edimburg, les primeres set estudiants universitàries britàniques: Mary Anderson, Emily Bovell, Matilda Chaplin, Helen Evans, Sophia Jex-Blake i Isabel Thorne. Va demostrar la seva capacitat acadèmica en aconseguir la nota més alta en l'examen de química en el seu primer any d'estudi. Això la va fer mereixedora de rebre una Beca Hope.

## La beca Hope
Quaranta anys abans, el professor Hope, llavors professor de química, va crear els premis anuals coneguts com a Beques Hope. Els quatre alumnes que aconseguien les notes més altes en l'assignatura de química durant el primer trimestre en primera convocatòria eren premiats amb l'accés i ús lliure de les instal·lacions de laboratori de la universitat durant el següent trimestre. Pechey va ser la primera del seu grup i, per tant, va aconseguir una Beca Hope.
El doctor Crum Brown, el professor de química, era conscient que el fet d'atorgar la beca a una dona provocaria una reacció violenta de l'alumnat masculí, el qual ja havia incrementat la seva hostilitat en veure que les dones podien superar els homes en exàmens competitius. També s'havia adonat que, a mesura que avançava la situació, molts dels seus respectats col·legues de la facultat de medicina començaven a expressar ressentiment per la presència de dones a la Universitat.
Per això, va decidir concedir les beques a alumnes masculins que havien aconseguit notes inferiors a les de Pechey. La seva argumentació fou que "les dones no eren part de la universitat, perquè havien estat formades per separat".

## Apel·lació alSenatus Academicusi les "etiquetes de melmelada de maduixa"
A l'haver utilitzat l'excusa de les classes separades com a raó per a no concedir la beca a Pechey, Crum Brown no es veia legitimat per a emetre a les dones els mateixos certificats d'assistència a les seves classes de química. En canvi, les va reconèixer per assistir a una "classe" de senyores a la universitat. Només els certificats estàndard complien els requisits de la facultat per obtenir la llicenciatura en medicina; les "etiquetes de melmelada de maduixa", com Sophia Jex-Blake en deia, eren inútils.
Les dones van apel·lar al Senatus Academicus i Pechey va reclamar la seva beca acadèmica, mentre que la resta de dones van demanar que els lliuressin certificats estàndard per les seves classes de química. El claustre es va reunir el 9 d'abril de 1870 i, després d'algun debat, va fallar a favor de les dones pel que fa als certificats però en contra de la Beca Hope.

## La Campanya d'Edimburg aconsegueix atenció nacional
L'episodi de la Beca Hope va tenir conseqüències importants. La publicitat que se li va donar a el cas als diaris de tota Gran Bretanya va cridar l'atenció del públic sobre les dificultats amb què es trobava un petit grup de dones estudiants de medicina a la Universitat d'Edimburg. Gairebé totes les opinions eren favorables a la causa de les dones.
The Times va dir:
| « | [Miss Pechey] ha fet un servei al seu gènere, no solament per reivindicar la seva capacitat intel·lectual en una competició oberta amb homes, sinó encara més pel tarannà i la cortesia amb què assumeix les seves desavinences. | » |

The Spectator era satíric:
| « | Fer assistir les dones a una classe separada, per la qual han pagat, creiem, unes taxes més altes del que és habitual, i després afirmar que estan fora de la competició perquè ho han fet bé, és, de fet, com el capciós professor que primer envia el seu alumne al racó i després l'assota per no estar assegut al seu lloc. | » |

## Primers anys com a metgessa
El 1873 les set dones van haver d'abandonar la lluita per poder graduar-se a Edimburg. Pechey va escriure al College of Physicians d'Irlanda i li va demanar autorització per fer els exàmens d'obstetrícia. Va treballar durant un temps a l'Hospital per a Dones de Birmingham i les Midlands gràcies als seus coneixements i èxit en els estudis tot i no disposar de cap qualificació oficial. Després va ser a la Universitat de Berna, on va superar els seus exàmens de medicina en alemany a finals de gener de 1877 i va ser nomenada Doctora en Medicina per la tesi "Sobre les causes constitucionals del refredat uterí", Per aquella època, el College of Physicians va començar a permetre que les dones es llicenciessin en medicina, i Pechey va aprovar els seus exàmens a Dublín el maig de 1877.
Durant els següents sis anys, va exercir la medicina a Leeds, es va implicar en l'educació de la salut de la dona i va divulgar temes mèdics, incloent infermeria. Va ser proposada per donar el discurs inaugural de la London School of Medicine for Women.
El 1880, Pechey va fer un viatge a Egipte, va navegar pel riu Nil en un dahabeah (vaixell de fusta) i va convertir aquesta experiència en un document publicat al Sanitary Record el 1880.
En part, com a reacció a l'exclusió de les dones del Congrés mèdic internacional, va constituir la Medical Women's Federation d'Anglaterra i el 1882 en fou elegida presidenta.
George A. Kittredge, un home de negocis estatunidenc que vivia a Bombai, va començar a recaptar fons per a "metgesses per a l'Índia", amb l'objectiu que doctores d'Anglaterra anessin a treballar a l'Índia, on els metges homes no tenien permès d'atendre dones a causa de la purdah. En aquesta recerca, Elizabeth Garrett Anderson li va dir a Kittredge que Pechey podria estar interessada i li va escriure per parlar-li del càrrec de doctora en cap de l'Hospital Cama per a Dones i Nens a Bombai). El 1883, Kittredge es va trobar amb Pechey a París i li va dir que ella seria la persona ideal per al càrrec de doctora en cap al nou hospital que estava planejant P.H. Cama, un filantrop parsi resident a Bombai.

## Índia
En arribar el 12 de desembre de 1883 a Bombai, va aprendre ràpidament l'hindi. A més de la seva feina a l'hospital Cama, va estar al capdavant del dispensari per a dones Jaffer Sulleman i, després d'uns anys, havia iniciat amb èxit un programa de formació per a infermeres a Cama. Va treballar per contrarestar els prejudicis contra les dones, defensant la igualtat salarial i d'oportunitats de les treballadores mèdiques. També va fer campanya per una reforma social més àmplia i contra el matrimoni infantil. Sovint donava conferències sobre educació i formació de les dones i va formar part de l' Alexandra Native Girls' Educational Institution. Diverses prestigioses institucions la van convidar a convertir-se en el seu primer membre femení, com el senat de la Universitat de Bombai i la Royal Asiatic Society. El 1888 formava part del comitè de gestió de la Societat d'Història Natural de Bombai.
Va conèixer Herbert Musgrave Phipson (1849–1936),un reformador, comerciant de vins i secretari fundador de la Societat d'Història Natural de Bombai així com del fons "Metgesses per a l'Índia", i s'hi va casar el març del 1889. Posteriorment, utilitzaria el cognom Pechey-Phipson.
Cinc anys més tard, com a conseqüència de la diabetis i la mala salut general, es va retirar del treball hospitalari, però va continuar durant un temps amb la seva consulta privada, on atenia l'elit de Bombai. El 1896, quan la pesta bubònica va colpejar la ciutat, va ajudar a establir mesures de salut públiques, i les seves crítiques a la gestió de la crisi van influir en la forma de gestionar el brot de còlera. També va ajudar a patrocinar una educació avançada per a Rukhmabai, que es va convertir en una de les primeres dones índies a practicar la medicina.

## Darrers anys
Pechey-Phipson i el seu marit van tornar a Anglaterra el 1905 i aviat va participar en el moviment sufragista, en representació dels sufragistes de Leeds en un congrés de la International Women's Suffrage Alliance de Copenhaguen el 1906. Va estar a l'avantguarda de la manifestació de la Marxa del Fang organitzada per les National Union of Women Suffrage Societies el 1907, però estava emmalaltint i aviat va necessitar tractament per al càncer de mama. La seva cirurgiana fou May Thorne, filla de la seva amiga de l'època estudiantil Isabel Thorne.
Va morir de càncer mentre estava en coma diabètic el 14 d'abril de 1908 a casa seva a Folkestone, Kent. El seu marit va establir una beca a la London School of Medicine for Women en el seu nom, que es va concedir regularment fins al 1948. A l'Índia, el seu nom va continuar fins al 1964 al Sanatori Pechey-Phipson per a dones i nens de Nasik, Maharashtra.

## Reconeixement
Les set d'Edimburg van rebre a títol pòstum el títol de llicenciades en medicina i cirurgia el 6 de juliol de 2019 a la sala McEwan de la Universitat d'Edimburg. Els títols van ser recollits en el seu nom per un grup d'alumnes de l'actual Escola de Medicina d'Edimburg. Aquesta cerimònia de graduació va ser la primera d'una sèrie d'homenatges universitaris planejats per la Universitat d'Edimburg per commemorar els èxits d'aquestes pioneres britàniques.